# Future of Stardom Championship
El Future of Stardom Championship (Campeonato Futuro de Stardom, en español) es el campeonato femenino juvenil de World Wonder Ring Stardom. El título a menudo se conoce simplemente como el "Cinturón blanco", un nombre famoso utilizado por All Japan Women's Pro-Wrestling (AJW) para referirse a su Campeonato All Pacific. El campeonato fue creado para las jóvenes luchadoras que hacen sus primeras armas en el ring, las cuales disputaron un torneo que finalizó el 28 de marzo de 2018. La actual campeona es Hina, quien se encuentra en su primer reinado.

## Campeonas

### Campeona actual
La actual campeona es Hina, quien se encuentra en su primer reinado como campeona. Hina ganó el campeonato luego de derrotar a la ex campeona Miyu Amasaki el 24 de febrero de 2025 en Path of Thunder.
Hina todavía no registra hasta el 31 de julio de 2025 las siguientes defensas:

### Lista de campeonas
| N.º                                  | Campeona           | Lucha                   | Lucha                     | Lucha             | Estadísticas | Estadísticas | Notas y referencias |
| N.º                                  | Campeona           | Fecha                   | Evento                    | Ubicación         | Reinado      | Días         | Notas y referencias |
| ------------------------------------ | ------------------ | ----------------------- | ------------------------- | ----------------- | ------------ | ------------ | --- |
| World Wonder Ring Stardom (ST★RDOM)  |                    |                         |                           |                   |              |              | |
| 1                                    | Starlight Kid      | 28 de marzo de 2018     | Stardom Dream Slam        | Tokio, Japón      | 1            | 281          | Derrotó a Shiki Shibusawa en la final de un torneo.                                                                                               |
| 2                                    | Utami Hayashishita | 3 de enero de 2019      | Stardom Dream Slam        | Tokio, Japón      | 1            | 409          | Es el reinado más largo del campeonato |
| —                                    | Vacante            | 16 de febrero de 2020   | New Years Stars - Day 7   | Tokio, Japón      | —            | —            | Debido a que Hayashishita renunciara al título tras buscar la oportunidad por el Campeonato Maravilla de Stardom y Campeonato Mundial de Stardom. |
| 3                                    | Maika              | 17 de julio de 2020     | Explode in Summer         | Tokio, Japón      | 1            | 156          | Derrotó a Saya Iida y Saya Kamitani por el campeonato vacante.                                                                                    |
| 4                                    | Saya Iida          | 20 de diciembre de 2020 | Osaka Dream Cinderella    | Osaka, Japón      | 1            | 141          | Fue un Triple Threat Match, la cual incluyó a Saya Kamitani.                                                                                      |
| —                                    | Vacante            | 10 de mayo de 2021      | —                         | —                 | —            |              | Debido una lesión de Iida. |
| 5                                    | Mina Shirakawa     | 4 de julio de 2021      | Yokohama Dream Cinderella | Yokohama, Japón   | 1            | 13           | Derrotó a Unagi Sayaka en la final del torneo. |
| 6                                    | Unagi Sayaka       | 17 de julio de 2021     | Cinderella Summer Tour    | Tokio, Japón      | 1            | 84           | [ 6 ] |
| 7                                    | Ruaka              | 9 de octubre de 2021    | Osaka Dream Cinderella    | Osaka, Japón      | 1            | 81           | [ 7 ] |
| 8                                    | Hanan              | 29 de diciembre de 2021 | Dream Queendom            | Tokio, Japón      | 1            | 294          | Durante su reinado el campeonato se hizo exclusivo de la marca New Blood.                                                                         |
| World Wonder Ring Stardom: New Blood |                    |                         |                           |                   |              |              | |
| 9                                    | Ami Sourei         | 19 de octubre de 2022   | New Blood 5               | Tokio, Japón      | 1            | 205          | [ 9 ] |
| 10                                   | Rina               | 12 de mayo de 2023      | New Blood 8               | Tokio, Japón      | 1            | 512          | [ 10 ] |
| 11                                   | Miyu Amasaki       | 5 de octubre de 2024    | Nagoya Golden Fight       | Nagoya, Japón     | 1            | 142          | [ 11 ] |
| 12                                   | Hina               | 24 de febrero de 2025   | Path of Thunder           | Utsunomiya, Japón | 1            | 157+         | [ 12 ] |

### Total de días con el título

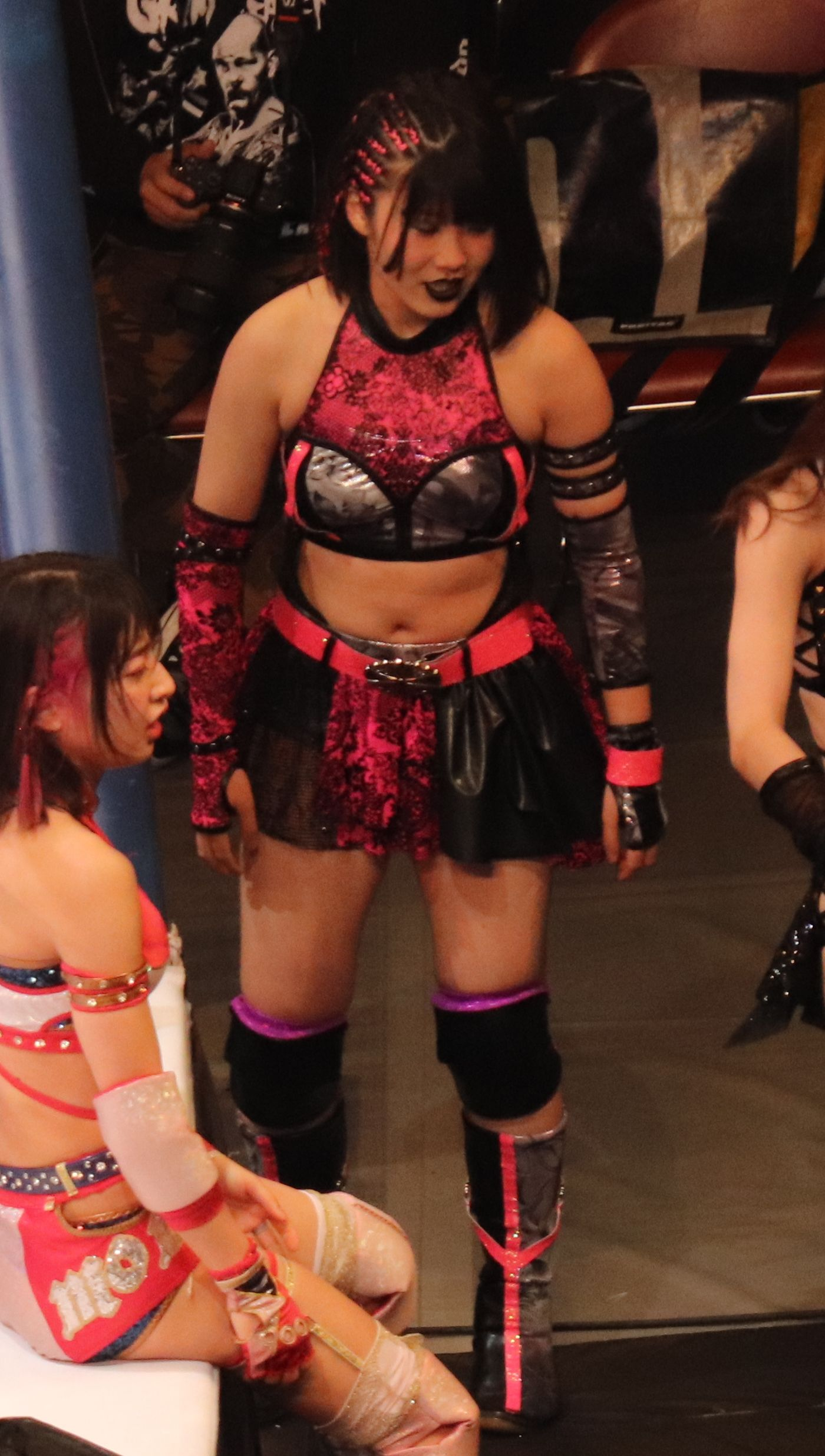
Rina posee el record del reinado más largo, con 512 días.

La siguiente lista muestra el total de días que un luchador ha poseído el campeonato si se suman todos los reinados que posee. Actualizado a la fecha del 31 de julio de 2025
| + | Indica a la campeona actual |

| N.º | Campeona           | Reinados | Total de días |
| --- | ------------------ | -------- | ------------- |
| 1   | Rina               | 1        | 512           |
| 2   | Utami Hayashishita | 1        | 409           |
| 3   | Hanan              | 1        | 294           |
| 4   | Starlight Kid      | 1        | 281           |
| 5   | Ami Sourei         | 1        | 205           |
| 6   | Hina               | 1        | 157+          |
| 7   | Maika              | 1        | 156           |
| 8   | Miyu Amasaki       | 1        | 142           |
| 9   | Saya Iida          | 1        | 141           |
| 10  | Unagi Sayaka       | 1        | 84            |
| 11  | Ruaka              | 1        | 81            |
| 12  | Mina Shirakawa     | 1        | 13            |